# Miloš Sádlo
Miloš Sádlo (13 avril 1912 – 14 octobre 2003) est un violoncelliste tchèque. 

## Éléments biographiques
Né Miloš Zátvrzský, il prend le nom de Sádlo d'après Karel Pravoslav Sádlo, son professeur et mentor à la Faculté de musique de l'Académie tchèque des arts musicaux. Dès 1931, il entre au Prague Quartet puis en 1940 au Trio tchèque. En tant que chambriste, il joue et enregistre avec Hélène Boschi des sonates de Janacek et Martinů. Ce dernier lui dédie plusieurs œuvres : trois fresques de Piero della Francesca et son 1er concerto pour violoncelle.
Sádlo a été le premier violoncelliste à enregistrer en 1962 le concerto no 1 pour violoncelle et orchestre en do majeur de Joseph Haydn à la suite de la découverte de la partition égarée dans les archives de Prague. Il est également le premier à avoir enregistré le concerto pour violoncelle en la majeur d'Antonín Dvořák, perdu puis retrouvé, avec la Philharmonie tchèque sous la direction de Vaclav Neumann.